# Сталево (Польща)
Сталево (пол. Stalewo, нім. Stalle) — село в Польщі, у гміні Маркуси Ельблонзького повіту Вармінсько-Мазурського воєводства.
Населення — 168 осіб (2011).
У 1975-1998 роках село належало до Ельблонзького воєводства.

## Демографія
Демографічна структура станом на 31 березня 2011 року:
|          | Загалом | Допрацездатний вік | Працездатний вік | Постпрацездатний вік |
| -------- | ------- | ------------------ | ---------------- | -------------------- |
| Чоловіки | 80      | 17                 | 61               | 2                    |
| Жінки    | 88      | 23                 | 50               | 15                   |
| Разом    | 168     | 40                 | 111              | 17                   |